# Pruillé
Pruillé is een plaats en voormalige gemeente in het Franse departement Maine-et-Loire in de regio Pays de la Loire.

## Geschiedenis
De gemeente maakte tot 22 maart 2015 deel uit van het kanton Le Lion-d'Angers. Het kanton werd opgeheven en de gemeente werd opgenomen in het kanton Tiercé. Op 1 januari 2016 fuseerden La Meignanne, La Membrolle-sur-Longuenée, Le Plessis-Macé en Pruillé tot de commune nouvelle Longuenée-en-Anjou. Deze gemeente kwam net als de fusiepartners te liggen in het kanton Angers-4, waardoor Pruillé opnieuw van kanton veranderde, en het arrondissement Angers, waardoor de plaats werd overgenomen van het arrondissement Segré.

## Geografie
De oppervlakte van Pruillé bedraagt 12,8 km², de bevolkingsdichtheid is 41,5 inwoners per km².
De onderstaande kaart toont de ligging van Pruillé met de belangrijkste infrastructuur en aangrenzende gemeenten.

## Demografie
Onderstaande figuur toont het verloop van het inwonertal.
La Meignanne · La Membrolle-sur-Longuenée · Le Plessis-Macé · Pruillé